# واسیلی گوگول-یانوفسکی
واسیلی گوگول-یانوفسکی (روسی: Василий Афанасьевич Гоголь-Яновский؛ ۱ ژانویهٔ ۱۷۷۷ – ۱۱ آوریل ۱۸۲۵) نویسنده، شاعر، و نمایشنامه‌نویس اهل امپراتوری روسیه بود.